# Jardinage urbain
Le jardinage urbain est la pratique du jardinage en ville.

## Types de jardinages urbains

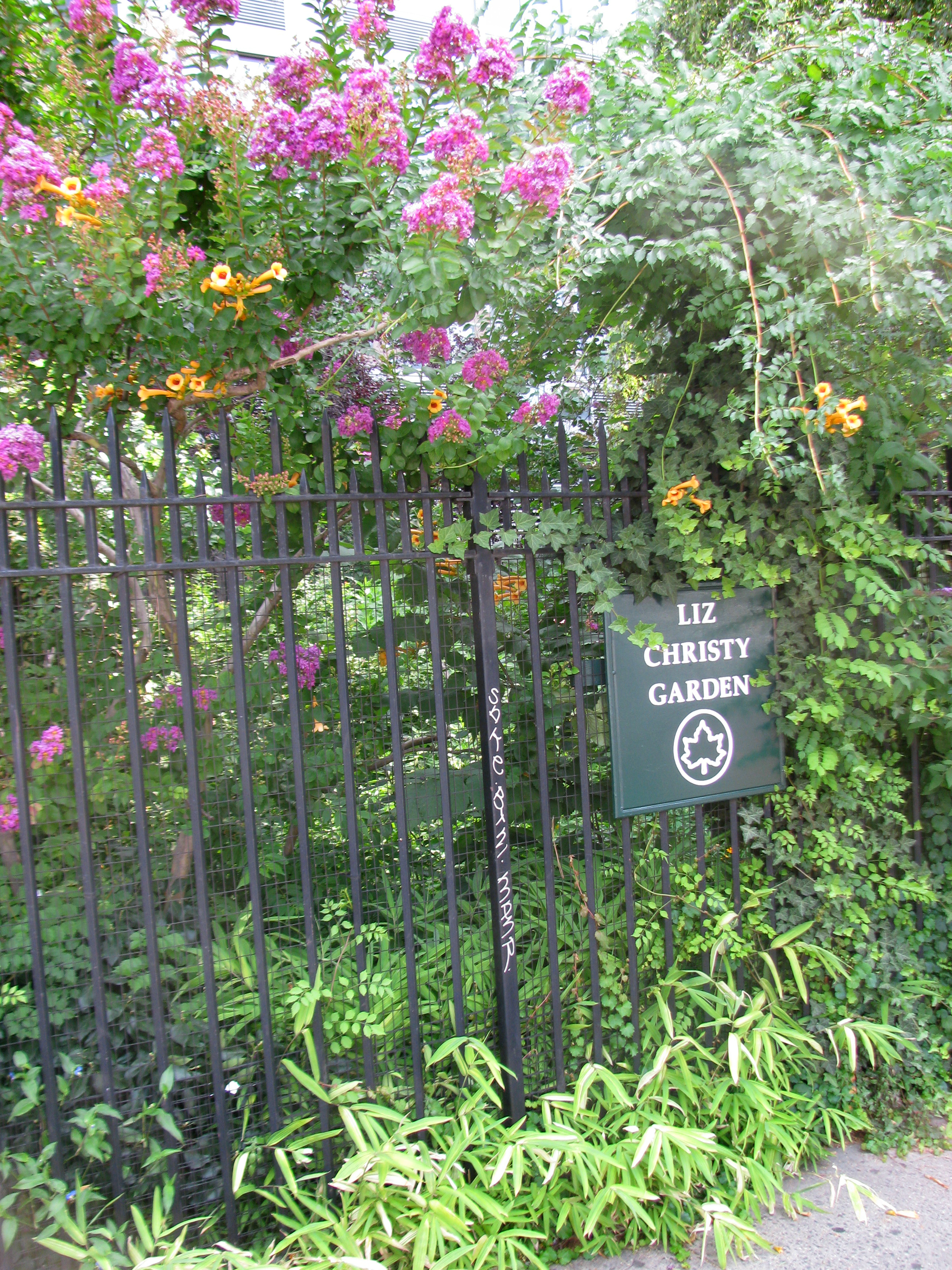
Le premier jardin communautaire de New York (États-Unis), créé par Liz Christy.

En fonction du type d'organisation du jardin et du profil et des motivations des jardiniers, on l'appelle également « communautaire », « familial » ou « ouvrier ».
Suivant le lieu d'implantation des cultures, on[Qui ?] parlera de « jardin sur terrasse », de « jardin suspendu », de « mur vivant » (ou « mur végétalisé »), de « toit végétalisé » (ou « toiture végétale »).
Les faibles dimensions de certains jardins en ville, qui rappellent parfois le jardin japonais, font évoquer la notion de micro-jardinage, souvent pratiqué en utilisant le moindre espace de terre. Il peut alors se faire le plus souvent à travers une balconnière, mais aussi parfois à travers un compost fait maison, des pots respirants, des jardinières murales et même des jardinières pliables.

## Enjeu

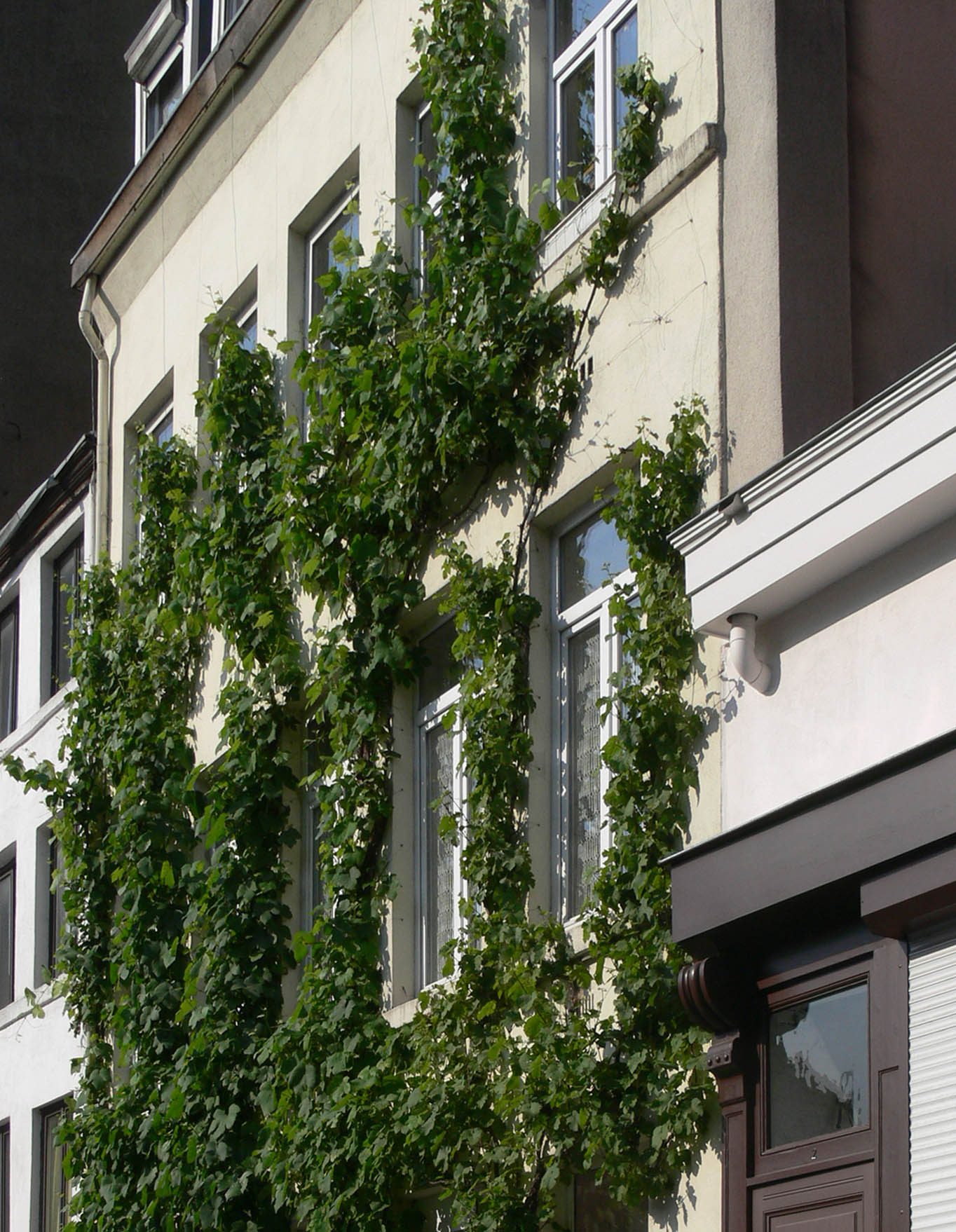
Culture verticale de vigne : grappes de raisin accessibles depuis les fenêtres à Lille, dans le Nord de la France.

Alors que 50 % des terrains sont devenus urbains[Quand ?] et que cette part pourrait atteindre 60 % en 2030, les espaces verts et les jardins communautaires ou privés urbains deviennent des composantes de plus en plus importantes des enjeux de l'urbanisme, de la santé publique, de l'alimentation et du bien-vivre[réf. nécessaire].
Avantages environnementaux du jardinage urbain (modifier et ajouter par  l'étudiant Yva T. ) :
"Le jardinage urbain présente plusieurs avantages environnementaux significatifs. Il contribue à la réduction des îlots de chaleur urbains en augmentant la couverture végétale, ce qui aide à abaisser les températures locales. De plus, les jardins urbains peuvent améliorer la qualité de l'air en absorbant les polluants atmosphériques et en produisant de l'oxygène. Ils favorisent également la biodiversité en fournissant des habitats pour diverses espèces d'insectes et d'oiseaux. Enfin, en réduisant la distance parcourue par les aliments, le jardinage urbain diminue l'empreinte carbone associée au transport des produits agricoles."
En complément des espaces verts publics, ces jardins contribuent au maintien de divers services écosystémiques. Selon l'ampleur de leur développement, au regard de la superficie mais aussi de la participation citoyenne, on voit également se mettre en place des projets de ceinture alimentaire. En 2016, une étude des jardins et jardiniers de Barcelone, en Espagne, a conclu à 20 avantages quant aux services écosystémiques (de la pollinisation) et socioculturels (apprentissage de l'environnement, fourniture d'aliments). Ces services sont principalement liés à la possibilité pour les résidents d'interagir avec la nature.